# Alexander Gerassimowitsch Wanifatjew
Alexander Gerassimowitsch Wanifatjew (russisch Александр Герасимович Ванифатьев; * 11. Augustjul. / 24. August 1906greg. in Perm; † 12. Oktober 1970 in Leningrad) war ein sowjetischer Vizeadmiral. Er kommandierte von 1949 bis 1951 die Kaspische Höhere Offiziersschule der Sowjetischen Seekriegsflotte in Baku.

## Leben
Wanifatjew besuchte von September 1922 bis Mai 1925 die Seekadettenschule und die folgenden drei Jahre die Frunse-Seeoffiziersschule. Ab Mai 1928 diente als Navigator auf dem Kreuzer Aurora. Ab Juli 1933 wurde er Kommandant des Patrouillenbootes Metel und ab April des folgenden Jahres Kommandant des Avisos Abrek. Ab Februar 1937 diente er als Kommandant des Versorgungsschiffes Kronstadt und ab März 1938 als Erster Offizier des Linienschiffes Oktoberrevolution. Seine weitere Verwendung erfolgte im März 1940 als Kommandeur der Schärengruppe in der Baltischen Flotte und ab Juni als Kommandant des Kreuzers Petropawlowsk. Am 31. August 1941 wurde Wanifatjew als Lehrgangsleiter zur Ausbildung von jungen Offizieren für die Baltischen Flotte eingesetzt. Ab April 1942 kommandierte er den Marinestützpunkt Ossinowesk. Als Kommandant diente er ab Dezember 1942 auf dem Linienschiff Marat, ab Februar des folgenden Jahres auf dem Kreuzer Maxim Gorki und ab 1. März 1946 auf dem Linienschiff Oktoberrevolution.
Von Oktober 1947 bis September 1948 absolvierte er die Woroschilow-Seekriegsakademie. Am 14. Oktober 1948 arbeitete er als stellvertretender Stabschef der 4. Baltischen Flotte. Vom 9. April 1949 bis März 1951 kommandierte er die Höhere Kaspische Seekriegsschule in Baku. Am 11. Mai 1949 wurde er zum Konteradmiral ernannt. Am 10. März 1951 übernahm er die Leitung der Höheren Frunse-Seekriegsschule in Leningrad. Ein Jahr später, am 25. Juli 1952, wurde Wanifatjew Kommandeur der Leningrader Marinebasis. Nachdem auf Befehl Nr. 002 vom 4. April 1956 des Verteidigungsministeriums der UdSSR die Kronstädter Marinefestung und die Leningrader Militärbasis zum Leningrader Marinekreis zusammengefasst und dem Oberkommando der Seekriegsflotte direkt unterstellt wurden, übernahm er die Rolle des ersten Stellvertreters des Kommandeurs dieses Marinekreises.
Am 18. August 1956 wurde er Gehilfe des Kommandeurs der Pazifikflotte. Am 9. Dezember 1959 kommandierte er erneut die Frunse-Seekriegsschule und wurde im Februar 1959 stellvertretender Leiter der Seekriegsakademie sowie Chef der Akademischen Lehrgänge für Offiziere. Am 22. Februar 1963 wurde er zum Vizeadmiral befördert.
Aufgrund gesundheitlicher Probleme schied Wanifatjew am 21. Februar 1968 aus dem Militärdienst aus. Er starb 1970 in Leningrad und wurde auf dem Serafimow-Friedhof beigesetzt.

## Auszeichnungen
- Rotbannerorden (1944, 1945, 1955)
- Orden des Roten Sterns (1940. 1943, 1944)
- Leninorden (1949)
- Ehrenzeichen der Sowjetunion (1961)[2]
- weitere Medaillen